# 莱奥·本哈克
莱奥·本哈克（荷蘭語：Leo Beenhakker，1942年8月2日—2025年4月10日）生於荷蘭的鹿特丹，是國際著名的足球教練。任教的著名球隊包括阿積士、飛燕諾、皇家馬德里及薩拉戈薩等，亦曾出任沙烏地阿拉伯和荷蘭（兩度）的國家隊主教練，在執教千里達时，成功帶領球隊首次晉級2006年世界盃決賽周，其後成為波兰首位外籍領隊及帶隊首次晉級2008年歐國盃決賽周。比赫加與西班牙足球結下不解之緣而被戲稱為“唐·李奧”（Don Leo）。
比赫加精通荷蘭語、英語及西班牙語，在任教波蘭時，亦學習波蘭語。比赫加嗜好吸食雪茄，其名句：‘我已逐漸厭倦它……’（I'm getting so tired of this...）廣為人知。

## 領隊
比赫加在很年青時已出任教練，經驗豐富，喜歡四處漂泊，執教球隊遍及全球。2000至2003年期間出任阿積士的技術總監時，因球隊戰績下滑而辭退阿德里安塞（Co Adriaanse），禮聘罗纳德·科曼接任。
比赫加曾帶領荷蘭、千里達及波蘭進軍大賽決賽周，但未曾取得一場勝仗，包括荷蘭在1990年世界盃3場分組賽全部賽和，16強淘汰賽1-2負於德國；千里達在2006年世界盃3場分組賽1和2負而被德國淘汰出局；波蘭在2008年歐國盃3場分組賽同樣錄得1和2負提早出局。
2009年9月10日於波蘭以0-3負於斯洛文尼亞後，出線2010年世界盃決賽週的形勢危殆，在餘下兩場比賽必須全勝兼同組賽果有利才有機會，比赫加被辭退。